# Svarttjärnen (Västra Ämterviks socken, Värmland, 663025-134026)
Svarttjärnen är en sjö i Sunne kommun i Värmland och ingår i Göta älvs huvudavrinningsområde.